# Pogonatum clavatum
Pogonatum clavatum là một loài Rêu trong họ Polytrichaceae. Loài này được (Dozy & Molk.) Dozy & Molk. miêu tả khoa học đầu tiên năm 1856.